# Sykkylvsbrua
Die Sykkylvsbrua ist eine norwegische Brücke, die den Sykkylvsfjord in Møre og Romsdal überspannt.

## Daten
Die Spannbeton-Hohlkastenbrücke ist 860 Meter lang, die längste Spanne ist 60 Meter und die lichte Höhe beträgt 16 Meter. Die Brücke hat 14 Pfeiler. Die Brücke wurde am 14. Oktober 2000 eröffnet und ist Teil des Fylkesvei 71. Der Bau der Brücke hat 140 Millionen norwegische Kronen gekostet.
Der Brückenbau wurde durch die Firma Ekornes ASA finanziert. Bis mindestens zum Jahr 2016 wird für die Passage der Brücke Maut verlangt.